# بوبي رووي
بوبي رووي هو لاعب هوكي الجليد كندي، ولد في 19 أغسطس 1885 في The Blue Mountains, Ontario ‏ في كندا، وتوفي في 21 سبتمبر 1948 في بورتلاند في الولايات المتحدة.

## وصلات خارجية
- بوبي رووي على موقع دوري الهوكي الوطني (الإنجليزية)
- بوبي رووي على موقع EliteProspects.com (الإنجليزية)
- بوبي رووي على موقع HockeyDB.com (الإنجليزية)
- بوبي رووي على موقع Hockey-Reference.com (الإنجليزية)